# LES 4
LES 4 (Lincoln Experimental Satellite 4) – amerykański eksperymentalny satelita łącznościowy. Kolejny z serii ośmiu statków LES. Pracował w paśmie X (ok. 8 GHz). Mimo że nie osiągnął zaplanowanej orbity geostacjonarnej z powodu awarii członu Transtage, pomyślnie przetestował wiele urządzeń i technologii telekomunikacyjnych.
Satelita spłonął w górnych warstwach atmosfery 1 sierpnia 1977 roku.